# FK Sarajevo Istočno Sarajevo
Fudbalski klub Sarajevo, srpski Фудбалски клуб Сарајево, također i kao FK Sarajevo; Sarajevo Srpsko Sarajevo; FK Sarajevo Pale; FK Sarajevo Višegrad; FK Srpsko Sarajevo, je bio nogometni klub koji je djelovao u Vogošći, Palama (kao dijelu Istočnog Sarajeva, tada kao Srpsko Sarajevo) i Višegradu, Republika Srpska, Bosna i Hercegovina.

## O klubu
Klub je osnovan 1994. godine od strane sarajevskih Srba, pozivajući se na tradiciju FK "Sarajeva", kojem je pristupio dio srpskih članova i igrača. Sjedište kluba je bilo u Vogošći, koja je za vrijeme rata u Bosni i Hercegovini bila pod srpskom kontrolom, kao dio tadašnjeg Srpskog Sarajeva (kasnije Istočno Sarajevo). Klub je djelovao na stadionu kluba "Unis". 

Daytonskim sporazumom 1995. godine je Vogošća pripala Federaciji Bosne i Hercegovine, odnosno Sarajevskoj županiji. Tijekom 1996. godine većina Srba odlazi iz Vogošće, a klub sjedište prebacuje u Višegrad, uz povremene nastupe kao domaćin u Palama. 
 
Od sezone 1995./96. klub je član 1. lige Republike Srpske. 1997. godine klub je finalist Kupa Republike Srpske. 
 1998. godine klub se fuzionirao s još jednim raskolničkim klubom - "Željezničarom", ali nastavlja djelovati kao "Sarajevo". U sezoni 1998./99. zauzimaju posljednje mjesto u 1. ligi RS, te se klub rasformira i fuzionira sa "Slavijom" koja je tako došla u posjed "Željezničareva" stadiona u Lukavici u izgradnji, na kojem i danas igra.

## Uspjesi
- Kup Republike Srpske 
  - finalist: 1996./97.

## Unutrašnje poveznice
- Istočno Sarajevo
- FK Sarajevo
- FK Željezničar (Istočno Sarajevo)
- FK Slavija Istočno Sarajevo
- FK UNIS Vogošća

## Vanjske poveznice
- sportdc.net, Veterani FK Sarajevo Srpsko Sarajevo gostovali u Medveđi, objavljeno 27. travnja 2017.